# بهرام افشارزاده
بهرام افشارزاده (زادهٔ ۱۳۲۱ در اصفهان، ایران) مدیر کل تربیت بدنی اصفهان (پیش از انقلاب)، عضو پیشین تیم ملی ژیمناستیک ایران، سرپرست باسابقهٔ مناصب ورزشی ایران و آسیا، و مدیر سابق باشگاه استقلال تهران است. افشارزاده چهار بار در دوره‌های مختلف دبیرکل کمیته ملی المپیک ایران بوده‌است و ریاست فدراسیون‌های ژیمناستیک، بیس‌بال و وزنه‌برداری ایران را در کارنامه دارد. او از اردیبهشت ۱۳۹۳ تا مرداد ۱۳۹۵ به مدت دو فصل مدیریت و سرپرستی باشگاه استقلال تهران را بر عهده داشت.

## زندگیِ ورزشی
بهرام افشارزاده در سال ۱۳۲۱ در شهر اصفهان و دریک خانواده مذهبی به دنیا آمد. در رشتهٔ ورزشی ژیمناستیک به فعالیت پرداخت و در سال‌های دههٔ ۱۳۴۰ با کسب عناوین قهرمانی کشوری به عضویت تیم ملی ژیمناستیک ایران درآمد. از اوایل دههٔ ۱۳۵۰ به مربی‌گری ژیمناستیک رو آورد دوران انقلاب به انقلابیون پیوست و پس از انقلاب ۱۳۵۷ ایران وارد مسئولیت‌های اجرایی ورزش ایران شد. افشارزاده تا اواخر دههٔ ۱۳۶۰ در فدراسیون ژیمناستیک ایران در سمت‌های نایب رئیس، دبیر، و رئیس فدراسیون به کار پرداخت. او در دههٔ ۱۳۷۰ ریاست فدراسیون بیس‌بال را بر عهده داشت و از سال ۱۳۸۵ به مدت هفت سال رئیس فدراسیون وزنه‌برداری بود. افشارزاده دو دورهٔ پیاپی از سال‌های ۱۳۶۳ تا ۱۳۷۱، یک دوره از ۱۳۷۹ تا ۱۳۸۳، و یک دوره از ۱۳۸۷ تا ۱۳۹۲ (مجموعاً ۴ دوره) دبیر کلی کمیتهٔ ملی المپیک ایران را بر عهده داشته‌است. عضویت در هیئت رئیسهٔ شورای المپیک آسیا، ریاست کمیته اطلاعات و آمار شورای المپیک آسیا، حضور در کمسیون هماهنگی چندین دوره از بازی‌های آسیایی، و سرپرستی کاروان ایران در چند دوره از المپیک‌های جهانی و آسیایی از دیگر فعالیت‌های بهرام افشارزاده بوده‌است.

## مدیریت در استقلال
روز ۲۷ اردی‌بهشت ۱۳۹۳ بهرام افشارزاده با کسب تمام آرای هیئت مدیرهٔ جدید باشگاه استقلال، به سمت مدیر عاملی باشگاه فرهنگی ورزشی استقلال تهران برگزیده شد. افشارزاده پس از این انتخاب اعلام کرد که بررسی میزان بدهی‌های باشگاه استقلال و سامان دادن به اوضاع مالی باشگاه از اولویت‌های کاری او در استقلال خواهد بود. او هم‌زمان با مدیریت باشگاه استقلال، معاونت وزیر ورزش را نیز بر عهده داشت. در مهر ماه ۱۳۹۴ عنوان او در باشگاه استقلال به دلیل دو شغله بودن از مدیر عامل به سرپرست تغییر پیدا کرد. یک مقام نایب قهرمانی جام حذفی و حضور در رتبه‌های سوم و ششم جدول لیگ خلیج فارس نتایجی بود که در دوران مدیریت او در استقلال به دست آمد. افشارزاده ۱۲ مرداد ۱۳۹۵ به دلیل قانون ممنوعیت به‌کارگیری بازنشستگان در دستگاه‌های دولتی از سمت خود در استقلال استعفا داد.

## عنوان‌های قهرمانی
- قهرمان اول ورزش‌های دبستانی
- قهرمان اول آموزشگاه‌ها در رشته ژیمناستیک (قهرمان قهرمانان سال ۱۳۴۱)
- قهرمان دانشگاه‌های ایران سال‌های ۱۳۴۵ تا ۱۳۴۸
- مدت ۱۱ سال قهرمان تیم ملی ژیمناستیک[۲]

## پیشینهٔ کارهای اجرایی و مدیریتی
فعالیت‌های رسمی در فدراسیون‌های ورزشی:
- از سال ۱۳۵۳ به مدت یک سال مربی تیم ملی ژیمناستیک ایران
- در سال‌های ۱۳۵۰ تا ۱۳۵۲ شرکت در دو دوره ژیمناستیک در هانوفر و برلین آلمان
- از سال ۱۳۵۸ تا ۱۳۵۹ نایب رئیس فدراسیون ژیمناستیک ایران
- از سال ۱۳۵۹ تا ۱۳۶۱ دبیر فدراسیون ژیمناستیک ایران
- از سال ۱۳۶۴ تا ۱۳۶۸ رئیس فدراسیون ژیمناستیک ایران
- از سال ۱۳۷۲ تا اسفند ۱۳۷۹ رئیس فدراسیون بیس‌بال ایران
- از سال ۱۳۸۵ تا ۱۳۹۲ رئیس فدراسیون وزنه‌برداری ایران

سمت‌ها در مجامع آسیایی و جهانی:
- عضو هیئت رئیسه شورای المپیک آسیا به مدت ۱۶ سال
- عضو کمیسیون مالی شورای المپیک آسیا به مدت ۴ سال
- نماینده فنی قاره آسیا در انجمن کمیته‌های ملی المپیک دنیا
- سرپرست بازی‌های آسیائی ۱۹۸۲ هندوستان
- سرپرست کاروان ایران در بازی‌های آسیایی ۱۹۸۶ سئول
- عضو هیئت سرپرستی بازی‌های المپیک ۱۹۸۸
- عضو هیئت سرپرستی در بازی‌های آسیایی پکن ۱۹۹۰
- عضو هیئت سرپرستی بازی‌های المپیک بارسلون ۱۹۹۲
- عضو هیئت سرپرستی کاروان ایران در بازی‌های آسیایی هیروشیما ۱۹۹۴
- عضو هیئت سرپرستی کاروان ایران در بازی‌های آسیایی زمستانی هاربین چین ۱۹۹۶
- دبیرکل اولین دوره بازی‌های غرب آسیا تهران ۱۹۹۷ و دبیرکل فدراسیون بازی‌های غرب آسیا
- عضو کمیسیون هماهنگی بازی‌های آسیایی تایلند ۱۹۹۸ (از سوی شورای المپیک آسیا)
- عضو هیئت سرپرستی کاروان ایران در بازی‌های المپیک زمستانی ۱۹۹۸ ناگائو ژاپن
- انتخاب مجدد به عنوان ریاست کمیته اطلاعات و آمار شورای المپیک آسیا در انتخابات سال ۱۹۹۹
- سرپرست کاروان ایران در دومین دوره بازی‌های غرب آسیا - کویت ۲۰۰۲
- سرپرست کاروان ایران در بازی‌های آسیایی بوسان ۲۰۰۲
- عضو هیئت سرپرستی کاروان ایران در بازی‌های المپیک زمستانی سالت لیک سیتی آمریکا ۲۰۰۲
- عضو هیئت سرپرستی کاروان ایران در بازی‌های المپیک آتن ۲۰۰۴
- عضو کمیسیون هماهنگی بازی‌های آسیایی دوحه قطر ۲۰۰۶
- ناظر شورای المپیک آسیا در بازی‌های آسیایی قطر ۲۰۰۶ در رشته‌های فوتبال، ژیمناستیک و قایقرانی
- انتخاب مجدد به عنوان رئیس کمیته اطلاعات و آمار شورای المپیک آسیا در سال ۱۳۸۶ به مدت چهار سال
- عضو کمیته ارزیابی انتخاب شهر میزبان بازی‌های آسیایی ۲۰۱۰ گوانگ‌ژو چین
- رئیس کمیته اطلاعات و آمار شورای المپیک آسیا و عضو هیئت رئیسه شورای المپیک آسیا به مدت ۱۶ سال[۲]

## اتهام تعرض جنسی
در خرداد سال ۱۴۰۰، شیرین شیرزاد ملاباشی  همسر محسن پودنکی، قهرمان فقید کشتی فرنگی ایران و سرپرست تیم ملی کشتی بانوان در فدراسیون رسول خادم در گفتگو با بخش ورزشی رسانه ایران اینترنشنال، با حالتی گریان مدعی شد در اتاق بهرام افشارزاده، دبیرکل اسبق فدراسیون جهانی ورزش‌های زورخانه‌ای مورد تعرض جنسی قرار گرفته‌است.
رسیدگی به پرونده در کمیسیون اخلاق کمیته المپیک ایران
پس از اظهارات «شیرین شیرزاد»، کمیسیون اخلاق کمیته ملی المپیک و کمیته ملی پارالمپیک ایران در بیانیه‌ای از آغاز روند رسیدگی به این پرونده خبر داد. در بخشی از این اطلاعیه آمده‌است: «به دنبال ادعای مطرح شده در ارتباط با یکی از مدیران سابق ورزش کشور، بلافاصله پرونده‌ای به همین منظور در شعبه بدوی کمیسیون اخلاق تشکیل شده و تحقیقات در این زمینه آغاز شده‌است.»
به گزارش خبرگزاری جمهوری اسلامی در ۱۴ تیر ۱۴۰۰، شعبهٔ یک انتظامی کمیسیون اخلاق ورزش ایران با بررسی اتهام بهرام افشارزاده، دبیرکل سابق کمیته ملی المپیک ایران را از اتهام آزار جنسی به شیرین شیزاد تبرئه کرد.
مهم‌ترین دلیلی که از سوی «کمیسیون اخلاق» برای تبرئه «بهرام افشارزاده» عنوان شده‌است، عدم تمایل «شیرین شیرزاد» برای ارائه شکواییه و مستندات اعلام شد.
در بخشی از این بیانیه آمده‌است: «فرد ادعاکننده، علی‌رغم تلاش‌های صورت گرفته، تمایلی برای ارائهٔ شکواییه و مستندات تا این زمان نداشته‌است».